# Friedrich Schorr
Friedrich Schorr (ur. 2 września 1888 w Nagyvárad, zm. 14 sierpnia 1953 w Farmington w stanie Connecticut) – amerykański śpiewak pochodzenia węgierskiego, bas-baryton.

## Życiorys
Jego ojcem był Mayer Schorr, kantor Wielkiej Synagogi w Wiedniu. Studiował prawo na Uniwersytecie Wiedeńskim. Śpiewu uczył się w Brnie u Adolfa Robinsona. Jako śpiewak operowy debiutował w 1912 roku w Grazu rolą Wotana w Walkirii Richarda Wagnera. Związany był z teatrami operowymi w Pradze (1916–1918), Kolonii (1918–1923) i Berlinie (1923–1931). Od 1923 do 1931 roku występował na festiwalach w Bayreuth, od 1925 do 1933 roku występował też w Covent Garden Theatre w Londynie. Po dojściu do władzy w Niemczech nazistów wyemigrował do Stanów Zjednoczonych.
Od 1924 roku występował w nowojorskiej Metropolitan Opera, gdzie zadebiutował rolą Wolframa w Tannhäuserze. Tam też w 1943 roku zakończył swoją karierę sceniczną rolą Wędrowca w Zygfrydzie. Po 1943 roku wykładał w Manhattan School of Music w Nowym Jorku oraz University of Hartford.
Zasłynął przede wszystkim jako odtwórca ról Wagnerowskich, występował też w operach Beethovena, Richarda Straussa, Verdiego i Pucciniego. Wystąpił w amerykańskich premierach oper Jonny spielt auf Ernsta Křenka (1929) i Schwanda Jaromíra Weinbergera (1931). Pozostawił po sobie liczne nagrania płytowe.